# Abibos z Nekresi
Abibos z Nekresi, również Habib z Nekresi, cs. Swiaszczennomuczenik Awiw, jepiskop Niekresskij (ur. I poł. VI w., zm. w latach 60. VI w.) – biskup Nekresi (w dzis. Kachetii), męczennik chrześcijański i gruziński święty prawosławny.

## Życie
Według hagiografii pochodził z Syrii. W młodości dołączył do klasztoru założonego przez mnicha Jana i razem z nim opuścił pustynię w Syrii jako jeden z dwunastu wybranych uczniów. Razem z innymi mnichami z wspólnoty kierowanej przez Jana żył następnie na górze Zaden (późniejsza Zedazeni), uznawany przez miejscową ludność za świętego ascetę i cudotwórcę. Na biskupa Nekresi został wybrany przez Katolikosa-Arcybiskupa Mcchety Eulaliusza, będąc hieromnichem; równocześnie inny uczeń Jana, Ise, został wyznaczony na biskupa Cilkani. Chirotonie obydwu mnichów odbyły się w Mcchecie.
Abibos objął katedrę nekreską po podboju Kachetii i Kartlii przez władcę Persji Chosrowa. Mimo tego faktu kontynuował pracę misyjną wśród ludności perskiej w Kachetii, odnosząc w niej znaczne sukcesy. Tymczasem administracja perska podjęła zwalczanie chrześcijaństwa na podbitych ziemiach, w tym w Nekresi. Abibos zniszczył świątynię zaratusztriańską w Nekresi i został z tego powodu uwięziony, a następnie doprowadzony przed oblicze zarządcy perskiego. Według hagiografii jego przyszłe cierpienia przewidział utrzymujący z nim kontakt listowny Symeon Słupnik Młodszy, który skierował do niego posłańca z błogosławieństwem. Do spotkania posła i Abibosa miało dojść w Ikalto, gdzie biskup pożegnał się również z mnichem Zenonem, uczniem Jana z Zedazeni, oraz zapowiedział niezłomną walkę w obronie wiary. Dzięki miejscowym chrześcijanom mógł uciec, jednak świadomie odrzucił tę możliwość, postanawiając przyjąć śmierć męczeńską. Przed publicznym sądem spotkał się z jeszcze z mnichem Szio z Mgwime, również dawnym członkiem wspólnoty z Zedazeni.
Abibos został publicznie postawiony przed sądem, w swoich przemówieniach głosił prawdziwość chrześcijaństwa i fałsz wierzeń perskich. Aby skłonić go do zmiany zeznań, poddano go biczowaniu, gdy jednak nie przyniosło to skutków, został skazany na śmierć przez ukamienowanie. Miało to miejsce w okresie sprawowania urzędu Katolikosa Iberii przez Makarego. Został pochowany w monasterze Samtawisi i wkrótce później uznany za świętego męczennika. Następnie szczątki duchownego przeniesiono do katedry Samtawro w Mcchecie. Pierwsze teksty hagiograficzne opisujące życie i śmierć Abibosa powstały w VI i VII w., były następnie poddawane redakcji przez Katolikosów Iberii Arseniusza I i Arseniusza II.

## Kult
Abibos (Habib) jest jednym z większych gruzińskich świętych. Jego kult nie wykracza poza granice tego kraju.
Wspominany jest w gruzińskim Kościele dwukrotnie:
- 7/20 maja[a] (wraz z innymi gruzińskimi świętymi mnichami)
- 29 listopada/12 grudnia.